# Reinhard von Scheffer-Boyadel
Reinhard von Scheffer-Boyadel, właśc. Reinhard Gottlob Georg Heinrich Freiherr von Scheffer-Boyadel (ur. 28 marca 1851 w Hanau, zm. 8 listopada 1925 w Bojadłach) – generał pruskiej piechoty podczas I wojny światowej.

## Życiorys
Reinhard von Scheffer urodził się 28 marca 1851 w Hanau w rodzinie Eduarda Scheffera – radnego w królewskim rządzie pruskim. Jego żoną była córką fabrykanta – Carla Adolfa Riebecka. W 1870 zgłosił się na ochotnika do służby podczas wojny francusko-pruskiej, dołączając do 83 Pułku Piechoty. Za udział w wojnie został odznaczony Krzyżem Żelaznym II klasy. Następnie, w 1871 został porucznikiem Królewskiej Armii Pruskiej. W latach 1874–1877 studiował w Pruskiej Akademii Wojennej. W 1879 awansowany na porucznika. Od 1881 służył w Wielkim Sztabie Generalnym. W 1883 został awansowany na kapitana. W 1894 roku von Scheffer został awansowany do stopnia podpułkownika i pełnił funkcję szefa sztabu Korpusu Gwardii, a następnie w 1899 został mianowany dowódcą 1 Pułku Grenadierów Gwardii im. Cesarza Aleksandra. W 1890 został nobilitowany. Następnie w 1901 objął 3 Brygadę Piechoty Gwardii jako generał dywizji i w 1903 został nadkwatermistrzem Wielkiego Sztabu Generalnego. W 1904 został generałem porucznikiem. W tym samym roku zakupił od hrabiny Ewy von Bassewitz-Levetzov wywodzącej się ze szlachty Kottwitz, dobra bojadelskie za 1 900 000 marek. W skład dóbr weszły: Pałac w Bojadłach, Bojadła, Sosnówka, Susłów, Przewóz, Święte, Mesze, Głuszyca, Połomie, Kartno, Pólko, Wirówek, Karczemka oraz folwarki Alexanderhof i Ziegelvorwerk. W 1906 został mianowany dowódcą 2 Dywizji Gwardii, uzyskując w tym samym roku uzyskał tytuł barona przysługujący zakupu majątku Bojadła i zaczął posługiwać się tytułem Freiherr Boyadel. W 1908 został awansowany do stopnia generała piechoty i mianowany generałem komendantem XI Korpusu Armii, którym dowodził aż do przejścia na emeryturę w 1913.

### Udział w bitwie pod Łodzią (1914)
Jesienią 1914 po wybuchu I wojny światowej został powołany do czynnej służby wojskowej. Objął wówczas dowództwo nowo zorganizowanego XXV Korpusu Rezerwowego, który wszedł w skład 9 Armiipod dowództwem Augusta von Mackensena. Między 12 a 16 listopada 1914 w trakcie bitwy pod Łodzią trzy korpusy 9 Armii całkowicie zniszczyły lewe skrzydło rosyjskiej 1 Armii Imperium Rosyjskiego, do czego przysłużył się w dużej mierze Korpus dowodzony przez Scheffera. Podczas walk jego korpusowi udało się przebyć około 120 km w ciągu pięciu dni, następnie przełamał linię wojsk rosyjskich i ruszył w kierunku Łodzi, docierając na wschód od Łodzi, lokują się na tyłach 2 Armii Imperium Rosyjskiego organizującej obronę tego terytorium i zaatakował Rosjan od tyłu. W wyniku przybycia rosyjskich posiłków 50 tysięczne oddziały Scheffera zostały otoczone -przez około 200 tysięczną Armię Rosyjską. Schrefferowi udało się uciec z okrążenia, wracając na linię niemieckiego frontu, tracąc około 4300 żołnierzy, przy 3-krotnie wyższych stratach rosyjskich. Ponadto jego wojska pojmały około 16 tys. jeńców i przejęły 64 działa. Za ten manewr Scheffer otrzymał 2 grudnia 1914 order Pour le Mérite.
Bitwa pod Łodzią, zakończyła się wkroczeniem podjazdów niemieckich do miasta w niedzielny wczesny ranek 23 listopada?/6 grudnia 1914. Główne siły wojsk niemieckich – XXV Korpusu Rezerwy, dowodzone przez Scheffera, wkroczyły do Łodzi w tym samym dniu o godzinie 16:45, rozpoczynając prawie czteroletni okres okupacji miasta.
Od 3 września 1916 do 17 września 1917 Scheffer dowodził XVII Korpusem Rezerwowym. Następnie objął dowództwo nad 67 Korpusem. W grudniu 1918 przeszedł na emeryturę.

## Odznaczenia
- Order Orła Czarnego z łańcuchem,
- Order Królewski Korony II klasy z gwiazdą,
- Krzyż Żelazny (1914) I klasy,
- Krzyż Honorowy I Klasy Orderu Domu Książęcego Hohenzollernów,
- Wielki Krzyż Orderu Alberta Niedźwiedzia,
- Krzyż Wielki Order Lwa Zeryngeńskiego,
- Wielki Komandor Bawarskiego Orderu Zasługi Wojskowej,
- Krzyż Wielki Order Zasługi Filipa Wspaniałomyślnego,
- Krzyż Honorowy Reusski I klasy,
- Wielki Krzyż Order Sokoła Białego,
- Wielki Krzyż Orderu Ernestyńskiego,
- Order Krzyża Honorowego(inne języki) I klasy,
- Wojskowy Krzyż Zasługi Księstwa Waldecku i Pyrmontu(inne języki) III klasy,
- Krzyż Wielki Orderu Zbawiciela,
- Wielki Komandor Orderu Korony Włoch,
- Order Korony Żelaznej I klasy,
- Rosyjski Order Świętej Anny II klasy z diamentami,
- Krzyża Komandorskiego Orderu Miecza II klasy,
- Order Medżydów II klasy[9],
- Pour le Mérite[6].